# 洋玉叶金花
洋玉叶金花（学名：Mussaenda frondosa）为茜草科玉叶金花属下的一个种。